# Finnish Socialist Federation
 (mai 2019).
Si vous disposez d'ouvrages ou d'articles de référence ou si vous connaissez des sites web de qualité traitant du thème abordé ici, merci de compléter l'article en donnant les références utiles à sa vérifiabilité et en les liant à la section « Notes et références ».
La Finnish Socialist Federation (en finnois : Amerikan Suomalainen Sosialistijärjestö) a été une fédération sur base linguistique du Parti socialiste d'Amérique (SPA) qui réunissait les Finno-Américains, locuteurs de finnois, qui avait émigré aux États-Unis à partir de 1902.
En 1936, en réponse à une scission du Parti socialiste qui voit les modérés former la Social Democratic Federation (United States), social-démocrate, elle devient alors Finnish American League for Democracy.